# Claudius Schikora
Claudius Schikora (* 28. Mai 1972 in München) ist ein deutscher Wirtschaftswissenschaftler, Hochschullehrer, Business Angel, Internet-Entrepreneur und Autor. Er war von 2013 bis 2022 Präsident der Hochschule für angewandtes Management (HAM). Zu seinen Lehr- und Forschungsgebieten zählen Marketing- und Medienmanagement sowie Unternehmensführung.

## Werdegang
Schikora studierte Betriebswirtschaftslehre mit Schwerpunkt Marketing und Finanzierung an der Ludwig-Maximilians-Universität München. Nach dem BWL-Studium begann Schikora seine Karriere bei Procter & Gamble Deutschland als Business Development Manager.
1999 wechselte er in die New Economy und war Business Development Manager bei Europas größtem E-Commerce-Startup der boo.com Group, das im Zuge des Platzens der Dotcomblase schließlich in die Insolvenz ging.
Anschließend arbeitete Schikora bei der Bavaria Film Gruppe als Geschäftsführer der New-Media-Tochter. Ende des Jahres 2001 wechselte er in den Siemenskonzern zu Siemens Business Services als Unternehmensberater in den Bereichen E-Business und Mobile Business.
2006 machte er sich selbständig und gründete das Onlineunternehmen MediKompass.de. Die Plattform wurde als Suchmaschine für Preisvergleiche medizinischer Dienste und Güter etabliert. Im Jahr 2008 verkauften die Gründer ihre Anteile an die Verlagsgruppe Georg von Holtzbrinck. 2010 wurde Schikora von den neuen Eigentümern der MediKompass GmbH in eine Rückholaktion verpflichtet und führte als Vorstand die Beteiligungsholding MediNavi AG an die Börse.
Danach gründete er zwei weitere Unternehmen und ist bis heute als Business Angel aktiv und investiert in Start-ups. Des Weiteren sitzt er in mehreren Aufsichtsräten, u. a. bei der Dr. Müller Diamantmetall AG und der Cancom Pironet AG.
Ab 2013 war Schikora Hochschulpräsident der Hochschule für angewandtes Management (HAM), an welcher er bereits seit 2005 als Professor für Marketing, Vertriebsmanagement, Medienmanagement, Entrepreneurship und Unternehmensführung lehrte. Mit 1. Oktober 2022 folgte ihm Gerhard Blechinger als Präsident der HAM nach.

## Publikationen
- mit C. Werner, als Hrsg.: Handbuch Medienmanagement. Utz, München 2007, ISBN 978-3-8316-0715-0.
- mit A. Beyer: Regulation Light – Germanys Entry Standard. Utz, München 2010, ISBN 978-3-8316-0980-2.
- als Hrsg.: Grundlagen OnlineMarketing – SEO, SEA und Social Media. Utz, München 2014, ISBN 978-3-8316-4385-1.
- als Hrsg.: Handbuch Gründungsmanagement. Utz, München 2017, ISBN 978-3-8316-4640-1.

## Auszeichnungen
2014 wurde Schikora in der Kategorie Wirtschaftswissenschaften/Jura bei der Wahl zum Professor des Jahres von Unicum zweiter hinter Jan Wieseke.